# Pedro José Muñoz Delgado
Pedro José Muñoz Delgado (Guanare, estado Portuguesa, Venezuela, 22 de abril de 1888-Caracas el 31 de julio de 1986) es miembro de número, sillón Ll de la Academia Nacional de la Historia de Venezuela, miembro correspondiente de la Real Academia de la Historia de España, historiador, profesor, periodista y escritor. 

## Biografía
Hijo del comerciante Pedro María Muñoz León y Amanda Delgado de Muñoz.

### Primeros años
Desde muy temprana edad, dejó ver su marcada inclinación por las letras, y brillante oratoria. Estudió en el colegio San Luis Gonzaga de Guanare, y terminado el bachillerato a los 16 años, viaja con su padre a Caracas, para cursar estudios de medicina en la Universidad Central de Venezuela.
Alumno del José Gregorio Hernández y del sabio Rafael Rangel, abandona después de un año de estudios, la carrera de medicina, por sentir que aquella no era su vocación profesional.
Radicado en Caracas, empieza a trabajar como Secretario Privado de Coronil, lo que le permite ser testigo presencial, del panorama político venezolano, durante la dictadura del General Juan Vicente Gómez.
Lo describe en su libro GuanaGuanare, pág. 223, el escritor guanareño Pedro Quintero García, de la siguiente manera: «Don Pedro es de alto porte, erguido de cuerpo, simpático en la conversación, saturada de anécdotas y leyendas populares, es un verdadero classeur, gran señor de exquisitos modales».

### Vida como hombre, profesor, historiador y escritor
A comienzos de los años 20, decide instalarse en Barcelona, Estado Anzoátegui, como Secretario de la presidencia del Estado, en tiempos del general Guevara.
Dirige en Barcelona el Colegio Nacional de Varones, y en esa ciudad contrae matrimonio con María Columba Hernández Rengel, procreando dos hijas; Amanda Mercedes, quien casó con Carlos Alberto Febres- Cordero Balza, padres de Diana Mercedes, Carlos Alberto, Gustavo José y Astrid Mercedes, salvo Gustavo quien no dejó hijos, todos con descendencia, y Beatriz Mercedes, quien casó con Ing.-Arc. panameño Luis Frías Navarro, padres de Norah Mercedes, con descendencia.
Se traslada el matrimonio a finales de los años 20, a Ciudad Bolívar-Estado Bolívar donde se desempeñó como Secretario del Dr. Antonio Álamo, durante la Presidencia de este en Guayana. A principios de los años 30, regresa a la capital, donde ejerció como catedrático de Literatura y Filosofía del Liceo Caracas; de Historia y Geografía en el Liceo Andrés Bello, la Escuela Normal Gran Colombia y por las noches en el Liceo Alcázar.
Continúa en Caracas su labor periodística, iniciada en sus años juveniles en Guanare, donde fundó varios medios de prensa. Empieza a colaborar activamente en diarios de gran repercusión, como; La Esfera, Últimas Noticias y El Universal. De su presencia constante en la Peña de intelectuales del diario El Universal, nació su conocida y exitosa columna dominical “Ocurrencias y Sucesos”.
En la década de los años 40, se graduó con honores de Profesor de Historia y Geografía, en el Instituto Pedagógico Nacional de Caracas.
Sus méritos sobresalientes, lo llevan a ser electo Individuo de Número Sillón Ll, de la Academia Nacional de la Historia, el 19 de junio de 1946, tomando posesión de su nombramiento el 31 de julio de 1951.
“La Elegía de la Ciudad que se va” su discurso de incorporación a esta Academia, es una pieza de exquisita calidad literaria, canto devoto y amoroso, hacia Caracas, la ciudad que adoptó como propia, desde su lejana juventud.
Miembro Correspondiente de la Real Academia Española de la Historia, recibió durante su larga existencia, muchas condecoraciones.

### Decano de la Academia Nacional de la Historia
Destacó representando a la Academia Nacional de la Historia, de la cual llegó a ser Decano, en innumerables Congresos, en su país, y otros países como España, Argentina, Colombia; Panamá, entre otros. Representó a la Academia Nacional de la Historia, en compañía del historiador J.J. Cova, en los Actos Conmemorativos de los 400 años de los Reyes Católicos en Granada- España y en Madrid-España . También, ya en la ancianidad la representó en los Actos de los 150 años del libertador Simón Bolívar en la Ciudad del Vaticano, por invitación de SS. Juan Pablo II y la Fundación de la Sociedad Bolivariana de Roma- Italia.
Dice Quintero García, en la pág. 225 de su libro GuanaGuanare; “Tuvo la suerte de recibir en vida muchos reconocimientos, tales como; pergaminos, condecoraciones, placas conmemorativas y sobre todo la veneración especial de su pueblo”.
El año 1952, el Profesor Muñoz se traslada a Barcelona-Estado Anzoátegui, como Secretario General del Estado, radicándose en ella, en compañía de su familia, hasta la caída de la Dictadura del General Marcos Pérez Giménez.

### Legado
Vuelto a Caracas, en 1960 embarca rumbo a Lausanne-Suiza, donde se radicó unos meses, para luego hacerlo en la ciudad de Madrid-España, donde vivió algunos años.
A mediados de los años 60 nuevamente en Caracas, continua su intensa labor periodística, y dentro de la Academia Nacional de la Historia.
Fue también Decano de los Periodistas de Venezuela, desde que como tal se estrenó en Guanare el año 1907, como colaborador de aquel famoso órgano titulado “Capilla Ardiente”, dirigido por Manuel Heredia Alas y su tío carnal el Fernando Delgado Lozano. Por esa misma época, también en Guanare, fundó el Semanario El Orden y un año después, El Heraldo de las Pampas, en compañía del Manuel Heredia Alas.
Al Profesor Muñoz, debe Guanare su Escudo que la representa como Ciudad Capital, fue su obra, y a ellos la donó con gran cariño.
Don Pedro José Muñoz Delgado, falleció en Caracas el 31 de julio de 1986, a sus 98 años de edad; conservando hasta casi el final de sus días, una memoria prodigiosa, perenne actividad periodística y como historiador.

## Obras
- Chavelo y otros cuentos. - 1944.

Premiada en el Certamen del Cuento Nacional, promovido por el gobierno del estado Bolívar, en ocasión del Centenario del Don Juan B. Dalla Costa.
Publicado el año: 1958.
- La Labris Rota (Visión de una Cultura Desaparecida).

(Tesis opción al Grado de Profesor, en el Instituto Pedagógico Nacional).
- Memorias de un transeúnte (Ocurrencias y sucesos). - Caracas 1951.

- La Elegía de la Ciudad que se va. – Caracas 1951.

- Discurso de Incorporación a la Academia Nacional de la Historia. – Caracas 1951.

- Estudio Preliminar del Semanario de Caracas. – Caracas 1959.

- Breves apuntaciones, acerca del negro en Iberoamérica.

Centro Europeo de Documentación e Información. Madrid 1961.
- Bicentenario de Ciudad Bolívar.

1764 – 19464. Sociedad Bolivariana de Ciudad Bolívar 1964.
- Sinfonía de la Tierra Lejana Guanare… - Guanare 1966.

- Elogio del General José Antonio Anzoátegui. – Caracas 1969.

- La Noria de los Días. – Caracas 1961.

- Bermúdez y la Liberación de Caracas. – Caracas 1971.

- La Imagen Afectiva de Caracas. La belle apóque. – Caracas 1972.

- Rufino Blanco Fombona. – Caracas 1975.

- El Retorno Breve ojeada a un hombre y su época. – Caracas 1975.

- Salutación y Elogio

Discurso Pronunciado en la Junta Solemne celebrada por la Academia nacional de la Historia en Los Teques, en la Conmemoración del Bicentenario de la ciudad. – Caracas 1975.
- Pedro Arismendi Brito. – Caracas 1976.

- Evocación de Panamá

Carta a Diógenes de la Rosa. – Caracas 1976.
- Crónica de Guanare. Fragmento de la vida de una ciudad. (1888 – 1898). – Caracas 1979.

- La Esfera de Cristal (sin publicar). - Caracas 1979.